# Bahnstrecke Frankfurt Schlachthof–Hanau
| Streckennummer (DB): | 3680                                                                  |                                                                             |                                                                             |
| Kursbuchstrecke (DB): | 645.8-9                                                               |                                                                             |                                                                             |
| Streckenlänge: | 18,0 km                                                               |                                                                             |                                                                             |
| Spurweite: | 1435 mm (Normalspur)                                                  |                                                                             |                                                                             |
| Stromsystem: | 15 kV 16,7 Hz ~                                                       |                                                                             |                                                                             |
| Maximale Neigung: | 40,1 ‰                                                                |                                                                             |                                                                             |
| Minimaler Radius: | 317 m                                                                 |                                                                             |                                                                             |
| Streckengeschwindigkeit: | 120 km/h                                                              |                                                                             |                                                                             |
| Zweigleisigkeit: | Ffm Schlachthof – Offenbach(M) Ost, Mühlheim (Main) – Mühlhm-Dieteshm |                                                                             |                                                                             |
| |                                                                       |                                                                             |                                                                             |
| \| \| \| von Frankfurt (Main) Hbf (tief) \| \| \| \| \| \| \| \| \| 53,807 \| Frankfurt (Main) Schlachthof (Bft; bis 2018 Abzw) nach Frankfurt (Main) Süd \| Frankfurt (Main) Schlachthof (Bft; bis 2018 Abzw) nach Frankfurt (Main) Süd \| \| \| \| \| \| \| \| \| von Frankfurt (Main) Hbf \| \| \| \| \| Frankfurt (Main) Süd–Aschaffenburg Hbf \| \| \| \| 54,435 \| Frankfurt (Main) Mühlberg (Bft; bis 2018 Bf) \| Frankfurt (Main) Mühlberg (Bft; bis 2018 Bf) \| \| \| 54,9 +094,230 55,0 +000,000 \| Kilometrierungssprung (nur Richtungsgleis) \| Kilometrierungssprung (nur Richtungsgleis) \| \| \| 54,8 +200,461 55,0 +000,000 \| Kilometrierungssprung (nur Gegenrichtungsgleis) \| Kilometrierungssprung (nur Gegenrichtungsgleis) \| \| \| \| \| \| \| \| \| \| \| \| \| 55,656 \| Tunnelrampe Speckweg Ende Tunnel Frankfurt-Mühlberg (1633 m) \| Tunnelrampe Speckweg Ende Tunnel Frankfurt-Mühlberg (1633 m) \| \| \| \| \| \| \| \| \| von Frankfurt Lokalbahnhof \| \| \| \| \| Frankfurt-Oberrad (geplant) \| \| \| \| \| nach Göttingen (südmainisch) \| \| \| \| \| \| \| \| \| 56,340 \| Tunnelrampe Kaiserlei City-Tunnel Offenbach (3860 m) \| Tunnelrampe Kaiserlei City-Tunnel Offenbach (3860 m) \| \| \| \| \| \| \| \| 57,132 \| Offenbach-Kaiserlei (Bf ohne Weichen) \| Offenbach-Kaiserlei (Bf ohne Weichen) \| \| \| 57,949 \| Offenbach Ledermuseum \| Offenbach Ledermuseum \| \| \| 58,2 +210,000 58,4 +009,700 \| Kilometrierungssprung \| Kilometrierungssprung \| \| \| 58,948 \| Offenbach Marktplatz (Bf ohne Weichen) \| Offenbach Marktplatz (Bf ohne Weichen) \| \| \| \| von Frankfurt Hbf \| \| \| \| 60,320 \| Tunnelrampe Offenbach Ost \| Tunnelrampe Offenbach Ost \| \| \| \| von Offenbach Hbf \| \| \| \| 60,500 \| Offenbach (Main) Ost \| Offenbach (Main) Ost \| \| \| 60,4 +245,327 60,6 +045,300 \| Kilometrierungssprung \| Kilometrierungssprung \| \| \| \| nach Offenbach-Bieber \| \| \| \| \| Offenbach (Main) Gbf \| \| \| \| 64,900 \| Mühlheim (Main) (Hp Üst) \| Mühlheim (Main) (Hp Üst) \| \| \| \| Mühlheim Ost \| \| \| \| 66,400 \| Mühlheim-Dietesheim (Hp Üst) \| Mühlheim-Dietesheim (Hp Üst) \| \| \| 67,303 \| \| \| \| \| 67,959 \| \| \| \| \| 69,925 \| Steinheim (Main) \| Steinheim (Main) \| \| \| 70,254 \| Steinheimer Mainbrücke \| Steinheimer Mainbrücke \| \| \| \| Hanau Mainbrücke (Bft) \| \| \| \| \| \| \| \| \| \| von Frankfurt (Main) Süd (nordmainisch) \| \| \| \| 71,774 \| Hanau Südseite/Hanau Nordseite \| Hanau Südseite/Hanau Nordseite \| \| \| \| nach Göttingen \| \| \| \| \| nach Friedberg (Hess) \| \| \| \| \| nach Eberbach \| \| \| \| \| nach Aschaffenburg \| \| |                                                                       |                                                                             |                                                                             |
| Strecke (im Tunnel) |                                                                       | von Frankfurt (Main) Hbf (tief)                                             | von Frankfurt (Main) Hbf (tief)                                             |
| |                                                                       |                                                                             |                                                                             |
| Abzweig geradeaus und nach rechts (im Tunnel) | 53,807                                                                | Frankfurt (Main) Schlachthof (Bft; bis 2018 Abzw) nach Frankfurt (Main) Süd | Frankfurt (Main) Schlachthof (Bft; bis 2018 Abzw) nach Frankfurt (Main) Süd |
| |                                                                       |                                                                             |                                                                             |
| Strecke quer · Kreuzung · Strecke von rechts |                                                                       | von Frankfurt (Main) Hbf                                                    | von Frankfurt (Main) Hbf                                                    |
| Strecke quer · Kreuzung · Kreuzung geradeaus unten |                                                                       | Frankfurt (Main) Süd–Aschaffenburg Hbf                                      | Frankfurt (Main) Süd–Aschaffenburg Hbf                                      |
| S-Bahnhof · Strecke | 54,435                                                                | Frankfurt (Main) Mühlberg (Bft; bis 2018 Bf)                                | Frankfurt (Main) Mühlberg (Bft; bis 2018 Bf)                                |
| Kilometer-Wechsel (im Tunnel) · Strecke | 54,9 +094,230 55,0 +000,000                                           | Kilometrierungssprung (nur Richtungsgleis)                                  | Kilometrierungssprung (nur Richtungsgleis)                                  |
| Kilometer-Wechsel (im Tunnel) · Strecke | 54,8 +200,461 55,0 +000,000                                           | Kilometrierungssprung (nur Gegenrichtungsgleis)                             | Kilometrierungssprung (nur Gegenrichtungsgleis)                             |
| Strecke von links · Kreuzung · Strecke nach rechts |                                                                       |                                                                             |                                                                             |
| |                                                                       |                                                                             |                                                                             |
| Strecke · Tunnelende | 55,656                                                                | Tunnelrampe Speckweg Ende Tunnel Frankfurt-Mühlberg (1633 m)                | Tunnelrampe Speckweg Ende Tunnel Frankfurt-Mühlberg (1633 m)                |
| |                                                                       |                                                                             |                                                                             |
| Strecke · Abzweig geradeaus und ehemals von links |                                                                       | von Frankfurt Lokalbahnhof                                                  | von Frankfurt Lokalbahnhof                                                  |
| Strecke · S-Bahn-Halt |                                                                       | Frankfurt-Oberrad (geplant)                                                 | Frankfurt-Oberrad (geplant)                                                 |
| Strecke nach rechts · Strecke |                                                                       | nach Göttingen (südmainisch)                                                | nach Göttingen (südmainisch)                                                |
| |                                                                       |                                                                             |                                                                             |
| Tunnelanfang | 56,340                                                                | Tunnelrampe Kaiserlei City-Tunnel Offenbach (3860 m)                        | Tunnelrampe Kaiserlei City-Tunnel Offenbach (3860 m)                        |
| |                                                                       |                                                                             |                                                                             |
| S-Bahnhof (im Tunnel) | 57,132                                                                | Offenbach-Kaiserlei (Bf ohne Weichen)                                       | Offenbach-Kaiserlei (Bf ohne Weichen)                                       |
| S-Bahnhof (im Tunnel) | 57,949                                                                | Offenbach Ledermuseum                                                       | Offenbach Ledermuseum                                                       |
| Kilometer-Wechsel (im Tunnel) | 58,2 +210,000 58,4 +009,700                                           | Kilometrierungssprung                                                       | Kilometrierungssprung                                                       |
| S-Bahnhof (im Tunnel) | 58,948                                                                | Offenbach Marktplatz (Bf ohne Weichen)                                      | Offenbach Marktplatz (Bf ohne Weichen)                                      |
| Kreuzung mit oberirdischer Strecke (im Tunnel) · Strecke von rechts |                                                                       | von Frankfurt Hbf                                                           | von Frankfurt Hbf                                                           |
| Tunnelende · Strecke | 60,320                                                                | Tunnelrampe Offenbach Ost                                                   | Tunnelrampe Offenbach Ost                                                   |
| Abzweig geradeaus und von rechts · Strecke |                                                                       | von Offenbach Hbf                                                           | von Offenbach Hbf                                                           |
| S-Bahnhof · ehemaliger Bahnhof | 60,500                                                                | Offenbach (Main) Ost                                                        | Offenbach (Main) Ost                                                        |
| Kilometer-Wechsel · Strecke | 60,4 +245,327 60,6 +045,300                                           | Kilometrierungssprung                                                       | Kilometrierungssprung                                                       |
| Abzweig geradeaus und nach rechts · Strecke |                                                                       | nach Offenbach-Bieber                                                       | nach Offenbach-Bieber                                                       |
| Strecke · Dienststation / Betriebs- oder Güterbahnhof |                                                                       | Offenbach (Main) Gbf                                                        | Offenbach (Main) Gbf                                                        |
| S-Bahn-Halt · ehemaliger Bahnhof | 64,900                                                                | Mühlheim (Main) (Hp Üst)                                                    | Mühlheim (Main) (Hp Üst)                                                    |
| Strecke · Überleitstelle / Spurwechsel |                                                                       | Mühlheim Ost                                                                | Mühlheim Ost                                                                |
| S-Bahn-Halt · Strecke | 66,400                                                                | Mühlheim-Dietesheim (Hp Üst)                                                | Mühlheim-Dietesheim (Hp Üst)                                                |
| Strecke nach halblinks · Strecke nach halbrechts | 67,303                                                                |                                                                             |                                                                             |
| Strecke von halblinks · Strecke von halbrechts | 67,959                                                                |                                                                             |                                                                             |
| Strecke · S-Bahn-Halt | 69,925                                                                | Steinheim (Main)                                                            | Steinheim (Main)                                                            |
| Brücke über Wasserlauf · Brücke über Wasserlauf | 70,254                                                                | Steinheimer Mainbrücke                                                      | Steinheimer Mainbrücke                                                      |
| Blockstelle · Strecke |                                                                       | Hanau Mainbrücke (Bft)                                                      | Hanau Mainbrücke (Bft)                                                      |
| Abzweig geradeaus und nach links · Abzweig geradeaus und von rechts |                                                                       |                                                                             |                                                                             |
| Abzweig geradeaus und von links · Kreuzung geradeaus oben |                                                                       | von Frankfurt (Main) Süd (nordmainisch)                                     | von Frankfurt (Main) Süd (nordmainisch)                                     |
| Bahnhof · Bahnhof mit S-Bahn-Halt | 71,774                                                                | Hanau Südseite/Hanau Nordseite                                              | Hanau Südseite/Hanau Nordseite                                              |
| Strecke · Strecke nach links |                                                                       | nach Göttingen                                                              | nach Göttingen                                                              |
| Abzweig geradeaus und nach links |                                                                       | nach Friedberg (Hess)                                                       | nach Friedberg (Hess)                                                       |
| Abzweig geradeaus und nach rechts |                                                                       | nach Eberbach                                                               | nach Eberbach                                                               |
| Strecke |                                                                       | nach Aschaffenburg                                                          | nach Aschaffenburg                                                          |

Die Bahnstrecke Frankfurt Schlachthof–Hanau ist eine Bahnstrecke, die von der S-Bahn Rhein-Main genutzt wird und den City-Tunnel Frankfurt über den City-Tunnel Offenbach und Mühlheim mit Hanau verbindet. Sie verläuft größtenteils parallel zur Bahnstrecke Frankfurt–Göttingen und wurde gebaut, um die stark befahrene Fernbahnstrecke zu entlasten. Zur Unterscheidung von der geplanten nordmainischen S-Bahn-Strecke nach Hanau über Maintal wird die Strecke auch als südmainische S-Bahn bezeichnet.

## Geschichte

### Planungen

Planungsvarianten der Strecke zwischen Frankfurt und Offenbach

Im Vorfeld des Baus der Strecke zwischen Frankfurt und Offenbach wurden fünf verschiedene Varianten untersucht. Drei Varianten sahen in unterschiedlicher Gestalt die Verlängerung des Frankfurter City-Tunnels vor, bei denen eine Untertunnelung von Oberrad im südlichen (Var. D), mittleren (Var. C) bzw. nördlichen (Var. B) Bereich geplant war und die Strecke dann ab der westlichen Offenbacher Bebauungsgrenze parallel zur bestehenden Fernbahnstrecke in Richtung Offenbach Hbf geführt worden wäre. Diese Varianten hätten aber – mindestens während der Bauzeit, möglicherweise durch Änderung in den Grundwasserströmen auch dauerhaft – einen massiven Eingriff in die landwirtschaftliche Nutzbarkeit der Flächen bedeutet, so dass viele Oberräder Betriebe ihre Existenz gefährdet sahen. Die Stadt Frankfurt zog nach entsprechenden Protesten ihre ursprüngliche Zustimmung zu den Oberräder Trassen zurück.
Eine weitere Variante (Var. A) sah vor, die Strecke nahezu vollständig parallel zur Bestandsstrecke zu bauen. Lediglich bei Kaiserlei wäre ein kurzer Tunnel gebaut worden, um die S-Bahn-Strecke näher an die Stadt heranzuführen. Anders als bei der letztlich realisierten Variante hätte sich die Strecke dann jedoch nach Süden gewendet um wenig später wieder parallel zur Fernbahn und damit über den Hauptbahnhof zu verlaufen. Genauso wie bei der heute realisierten Trassenführung beinhaltete dieser Entwurf die Option, auf den damals geplanten Bau einer Sporthalle mit bis zu 20.000 Besuchern durch den späteren Bau einer weiteren Station reagieren zu können.
Im Herbst 1983 kam eine Kosten-Nutzen-Analyse von Gerhard Heimerl zur Trassenführung in Offenbach zu dem Ergebnis, dass die unterirdische City-Trasse im Vergleich zum Ausbau der vorhandenen Strecken im Offenbacher Stadtgebiet trotz des Kostennachteils einen höheren Nutzen biete. Auf dieser Grundlage wurde entschieden, die Strecke nur auf dem kurzen Abschnitt nördlich von Oberrad parallel zur Bestandsstrecke zu führen, um im Offenbacher Stadtgebiet den City-Tunnel Offenbach zu realisieren.
Im östlichen Abschnitt folgt der Tunnel weitgehend der Trasse der ehemaligen Frankfurt-Offenbacher Lokalbahn, die 1955 wegen mangelnder Rentabilität und Nachfrage stillgelegt und von der Berliner Straße überbaut wurde.

### Bau
Der erste Abschnitt zwischen der Abzweigstelle Frankfurt (Main) Schlachthof und dem Bahnhof Frankfurt (Main) Mühlberg wurde 1992 eröffnet. Dieser Teil der Strecke liegt vollständig in einem Ast des City-Tunnels Frankfurt.
Am 23. Mai 1995 ging dann der Streckenabschnitt nach Offenbach Ost durch den City-Tunnel Offenbach in Betrieb. Einige Tage später, am 28. Mai, wurde die Gesamtstrecke nach Hanau in Betrieb genommen.

## Verlauf

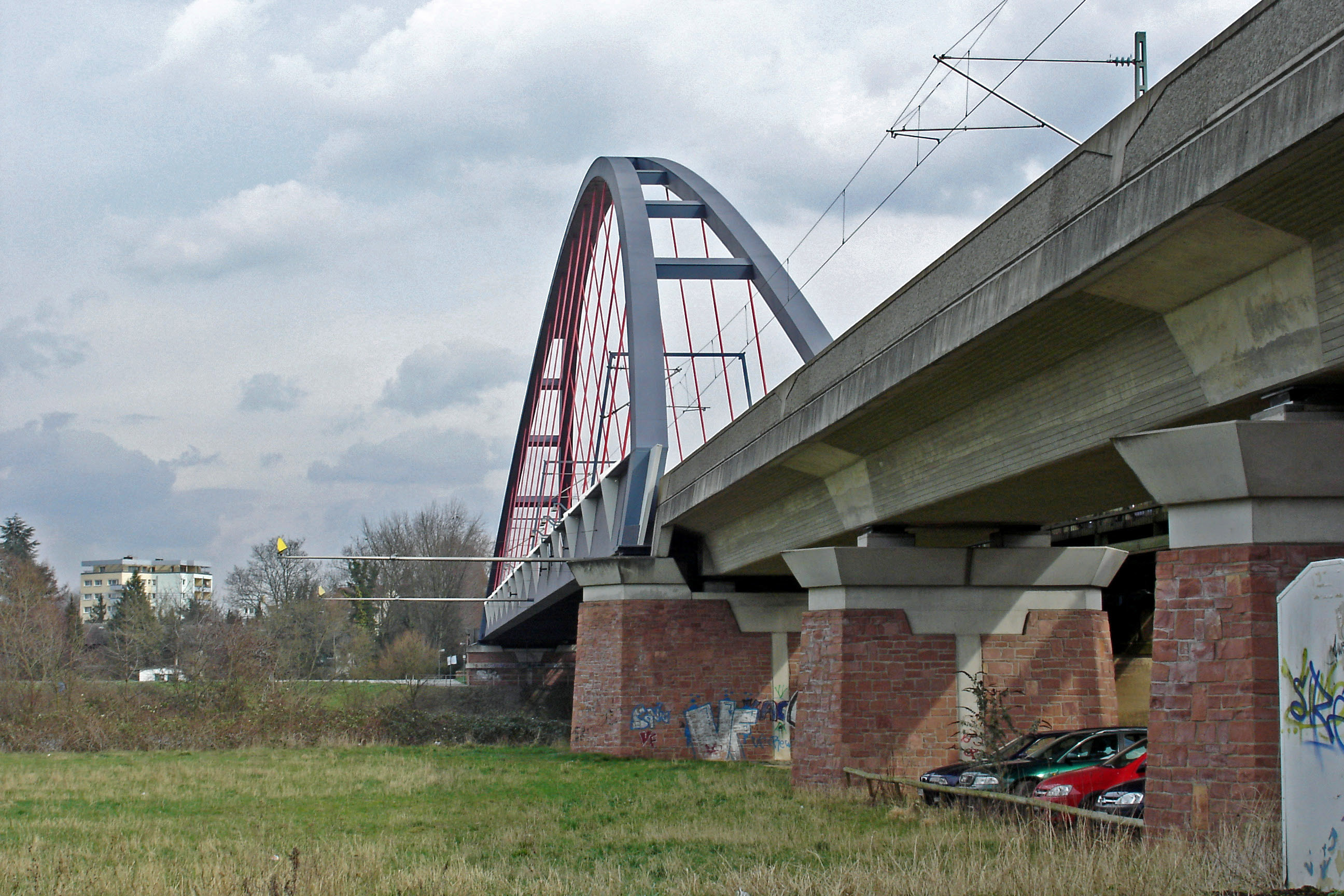
Mainbrücke

Die Strecke fädelt zwischen den Bahnhöfen Ostendstraße und Lokalbahnhof in der Betriebsstelle Frankfurt (Main) Schlachthof höhenfrei aus der Bahnstrecke Frankfurt Hbf tief–Frankfurt Süd aus und verläuft bei dem ehemaligen Bahnhof Frankfurt-Oberrad kurz oberirdisch parallel zur Fernbahnstrecke Frankfurt–Göttingen. Hier nutzt sie die ehemalige Trasse der Frankfurt-Offenbacher Lokalbahn. Deren Trassierung verfolgt sie weiter, auch wenn sie kurz darauf in den City-Tunnel Offenbach eintaucht. Die Strecke umfährt durch diesen den Offenbacher Hauptbahnhof und läuft in Offenbach (Main) Ost wieder mit der Fernbahnstrecke zusammen. Von dort aus verlaufen die Strecken oberirdisch unmittelbar parallel zueinander nach Hanau Hauptbahnhof. Kurz vor Ende der Strecke quert sie den Main, ansonsten verläuft die Strecke südmainisch.
Die S-Bahn-Strecke liegt zwischen Offenbach Ost und Dietesheim südlich der Fernbahnstrecke und verschwenkt dann auf die Nordseite. Der gesamte Abschnitt ist bis auf den Begegnungsabschnitt Mühlheim–Dietesheim eingleisig, wobei auch die Station Steinheim nur eine Bahnsteigkante aufweist. An der Nordseite der bestehenden Mainbrücke unmittelbar östlich der Station Steinheim wurde eine eingleisige Brücke für die S-Bahn errichtet. Die Lage im Hanauer Hauptbahnhof wurde so gewählt, dass diese in Zukunft auch von der nordmainischen Strecke aus angefahren werden können. 
Die Kilometrierung wird von der Bahnstrecke Frankfurt Hbf–Frankfurt Süd fortgesetzt. Diese beginnt in Frankfurt (Main) Hbf (tief) mit Kilometer 50.

## Verkehr

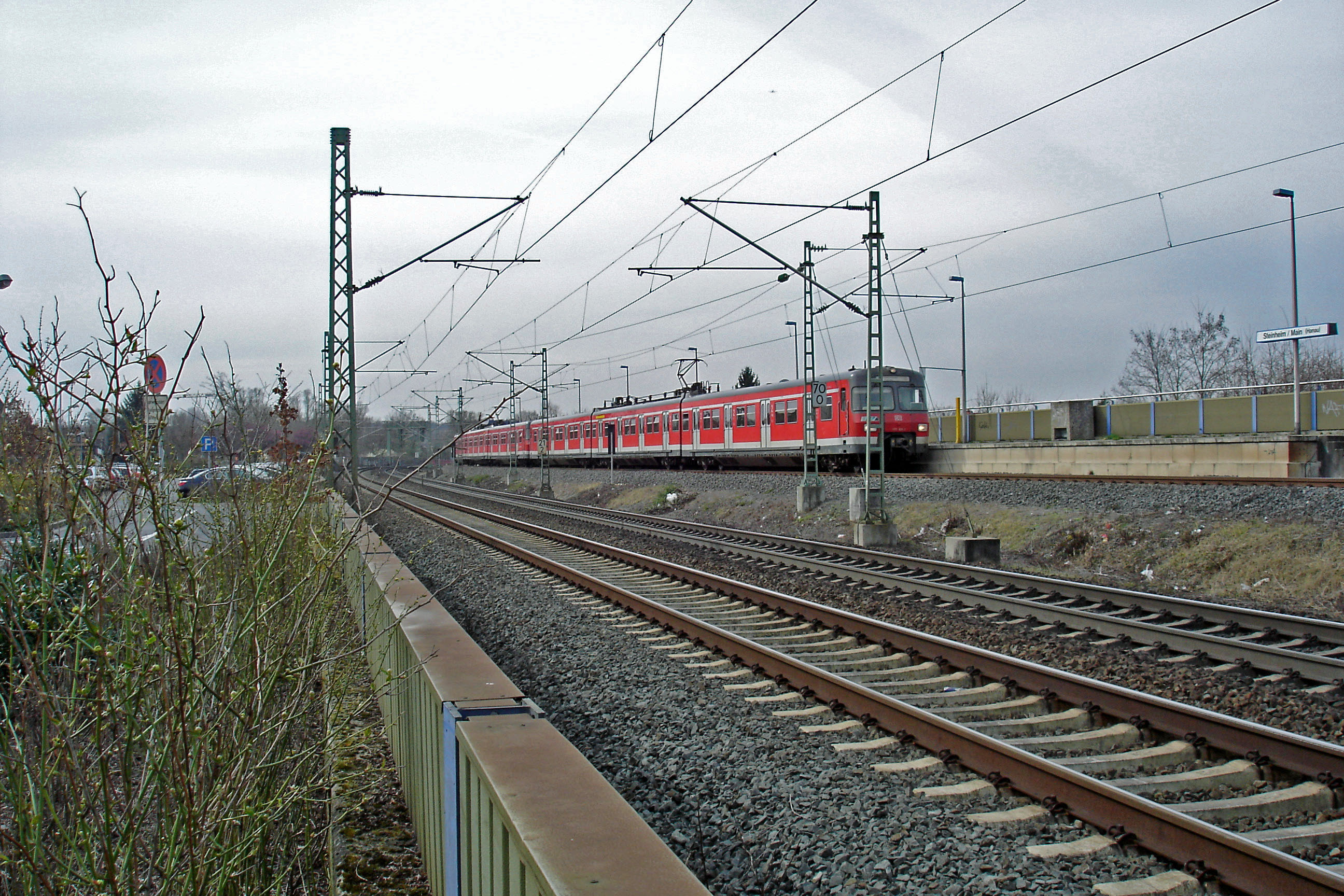
S-Bahn-Halt Steinheim (Main)

Heute verkehren auf dem S-Bahn-Ast die S-Bahn-Linien S1, S2, S8 und S9. Die Linien S1 und S2 nutzen die Strecke nur zwischen Frankfurt und Offenbach Ost, von wo sie nach Rödermark-Ober Roden beziehungsweise Dietzenbach Bahnhof weiterfahren. Die S8 verkehrt nur in der Hauptverkehrszeit nach Hanau und endet sonst in Offenbach Ost. Die S9 befährt die Strecke auf ganzer Länge. 
Alle S-Bahn-Linien verkehren im Halbstundentakt, sodass zwischen Frankfurt und Offenbach Ost acht Züge und zwischen Offenbach Ost und Hanau zwei Züge pro Stunde verkehren. Während der Hauptverkehrszeiten besteht auf dem Abschnitt Offenbach–Hanau ein 15-Minuten-Takt. Zum Einsatz kamen bis November 2014 hauptsächlich Züge der DB-Baureihe 420, seitdem in der Regel Züge der DB-Baureihe 430.
Aufgrund einer zweckgebundenen Finanzierung dürfen zwischen Offenbach Ost und Hanau Nordseite in der Regel nur S-Bahnen fahren.